# Xavi Sintes
Xavier "Xavi" Sintes Egea (nascut el 5 d'agost de 2001) és un futbolista menorquí que juga com a central o de migcampista al Córdoba CF.

## Carrera de club
Sintes va néixer a Maó, Menorca, Illes Balears, i va representar el CCE Sant Lluis, la UE Maó i l'Atlètic Villacarlos abans d'incorporar-se als juvenils del RCD Mallorca l'agost de 2016. Va fer el seu debut com a sènior amb el filial el 25 d'agost de 2018, entrant com a substitut a la segona part en una victòria a casa per 1-0 contra el CF Sant Rafel.
El 31 de gener de 2019, Sintes i un seu company del Mallorca van acordar un contracte amb el Reial Madrid, vigent a partir de l'1 de juliol. Adscrit inicialment a l'equip Juvenil, va guanyar la Lliga Juvenil de la UEFA amb l'equip abans d'ascendir al Reial Madrid Castella l'agost de 2020.
El 12 d'agost de 2021, Sintes va signar un contracte de tres anys amb el Sevilla FC, i fou assignat a l'equip B de Primera Divisió RFEF. Va patir una lesió al genoll el gener de l'any següent que el va mantenir al marge durant vuit mesos, i posteriorment va ser convertit en central després de tornar.
El 3 de juliol de 2024, Sintes es va incorporar al Córdoba CF de Segona Divisió amb un contracte de dos anys. Va fer el seu debut com a professional el 26 d'agost, substituint Cristian Carracedo en un empat 2-2 a casa contra el Burgos CF.

## Carrera internacional
Sintes ha representat Espanya als nivells sub-17, sub-18 i sub-19.

## Palmarès
Reial Madrid
- Lliga Juvenil de la UEFA: 2019-20